# نملاوية ألبرتيسية
نملاوية ألبرتيسية (الاسم العلمي:Myrmecodia albertisii) هي نوع من النباتات يتبع جنس النملاوية من الفصيلة الفوية.